# Moncetz-l’Abbaye
Moncetz-l’Abbaye ist eine französische Gemeinde im Département Marne in der Region Grand Est. Sie hat eine Fläche von 6,95 km² und 88 Einwohner (2022).

## Geografie
Die Gemeinde Moncetz-l’Abbaye liegt an der Marne, auf halbem Weg zwischen der Stadt Vitry-le-François und dem größten französischen Stausee Lac du Der-Chantecoq. Umgeben wird Moncetz-l’Abbaye von den Nachbargemeinden Matignicourt-Goncourt im Norden, Isle-sur-Marne im Osten, Arrigny im Südosten, Saint-Remy-en-Bouzemont-Saint-Genest-et-Isson im Süden, Arzillières-Neuville im Westen sowie Cloyes-sur-Marne im Nordwesten.

## Bevölkerungsentwicklung
| Jahr                       | 1962 | 1968 | 1975 | 1982 | 1990 | 1999 | 2007 | 2018 |
| -------------------------- | ---- | ---- | ---- | ---- | ---- | ---- | ---- | ---- |
| Einwohner                  | 99   | 110  | 100  | 112  | 102  | 109  | 108  | 95   |
| Quellen: Cassini und INSEE |      |      |      |      |      |      |      |      |

## Sehenswürdigkeiten
- Kirche Saint-Calixte